# Мамилов, Виктор Аввакумович
Виктор Аввакумович Мамилов (30 января 1917, Кутулик, Усть-Ордынский Бурятский автономный округ — 22 сентября 1992) — советский горный инженер, специалист в области добычи и переработки урановых руд, организации производства. Лауреат Государственной премии СССР (1978).

## Биография
Родился: Иркутская область, Усть-Ордынский Бурят-Монгольский НО, Аларский р-н, с. Кутулик, в семье ссыльного. Окончил горный факультет Иркутского горно-металлургического института (1940).
В 1940—1955 гг. работал на предприятиях цветной металлургии в должностях от горного мастера до директора рудника «Молибден» и главного инженера Тырныаузского комбината Министерства цветной металлургии СССР.
С 1955 года работал в урановой промышленности:
- 1955—1960 главный инженер рудоуправления, первый заместитель начальника Центрального управления «Яхимовские рудники» ЧССР;
- 1960—1961 главный инженер Рудоуправления № 10, г. Лермонтов, Ставропольского края.
- 1961—1968 директор Комбината № 9 (с 1966 г. переименован в Восточный горно-обогатительный комбинат) Минсредмаша СССР, г. Желтые Воды Днепропетровской области Украинской ССР.
- с 1968 по 1984 год главный инженер, затем заместитель начальника Первого главного управления Минсредмаша СССР.

## Научная деятельность
Участвовал в разработке и внедрении новых технологий и техники добычи и переработки урановых руд, в том числе метода подземного выщелачивания.
Автор статей, соавтор монографии:
- Добыча урана методом подземного выщелачивания / [В. А. Мамилов, Р. П. Петров, В. П. Новик-Качан и др.]; Под ред. В. А. Мамилова. — М. : Атомиздат, 1980. — 248 с. : ил.; 22 см; ISBN В пер.

## Награды и звания
Лауреат Государственной премии СССР (1978), награждён 2 советскими орденами, в том числе Орденом Ленина, многими медалями и орденом ЧССР.